# Gluta torquata
Gluta torquata là một loài thực vật có hoa trong họ Đào lộn hột. Loài này được (King) Tardieu mô tả khoa học đầu tiên năm 1962.